# 墨古沢遺跡

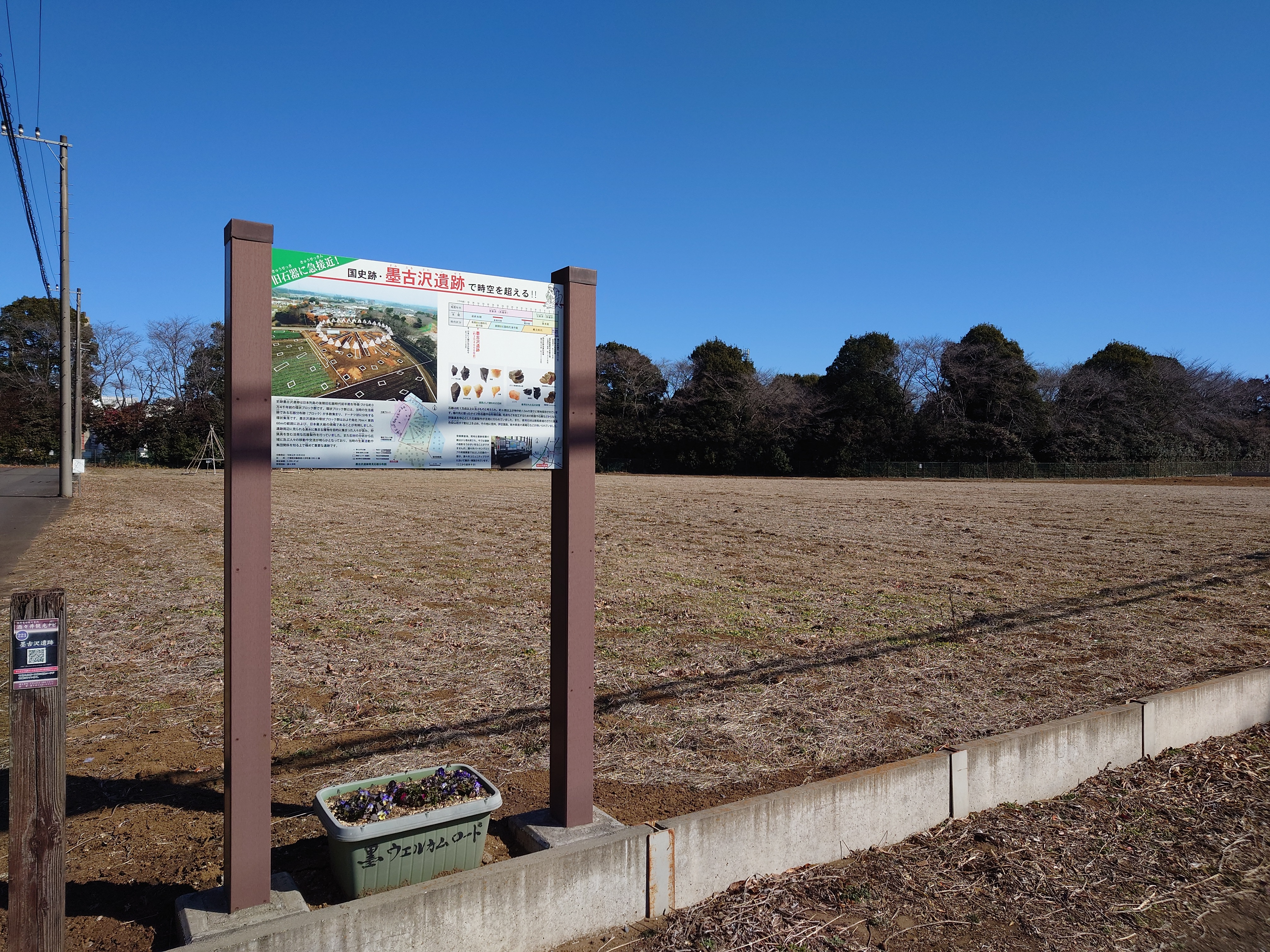
墨古沢遺跡の現況。

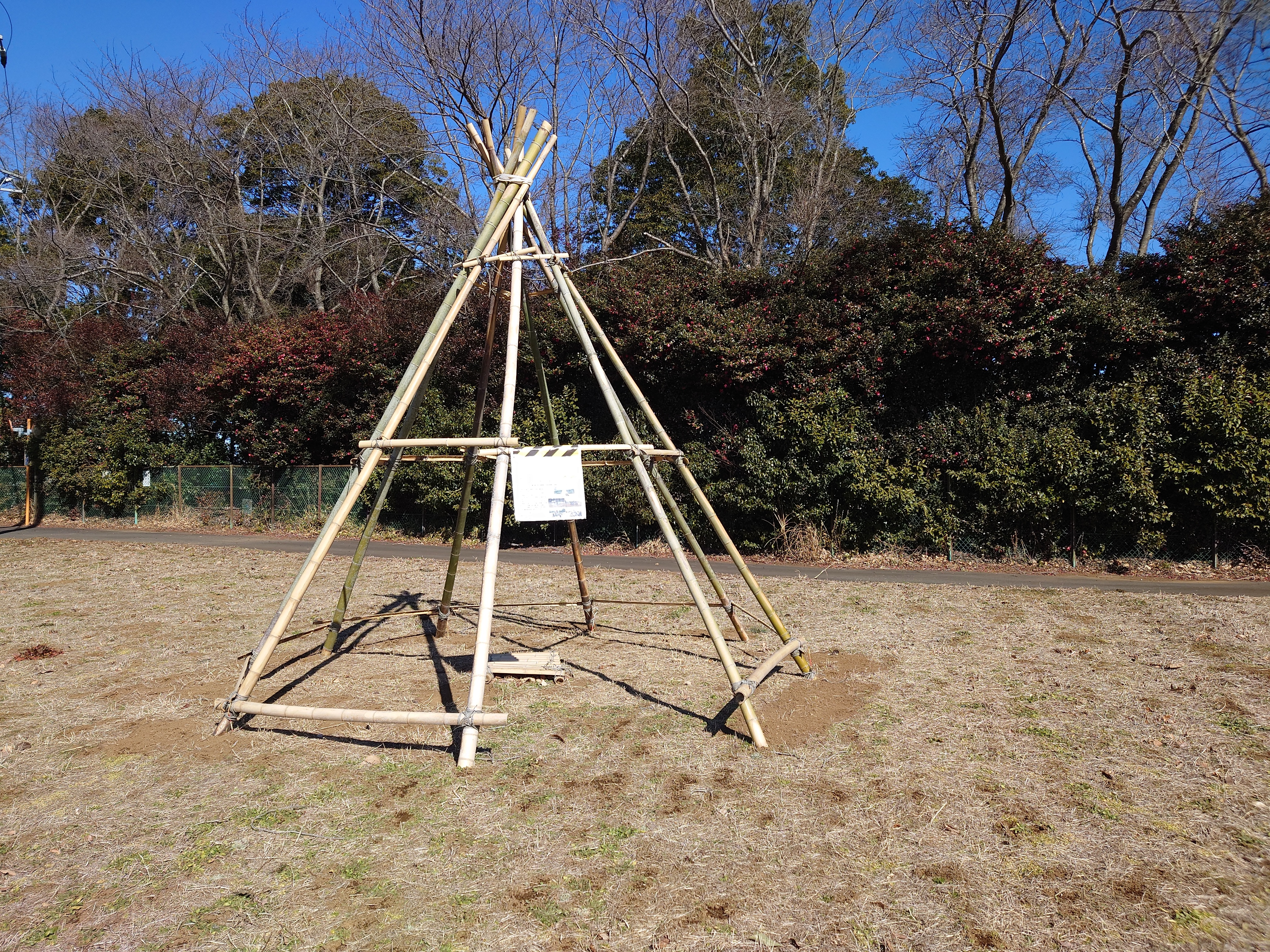
千葉工業大学創造工学部の八馬 智の研究室メンバーが、史跡指定地内で2024年（令和6年）10月26日に設置した旧石器時代テントの推定復元（防風対策のため骨組みのみ復元）。環状ブロック群は、このような簡易な住まいが、十数棟ほど環状に配置されたキャンプ跡の遺構と考えられている。

墨古沢遺跡（すみふるさわいせき）は、千葉県印旛郡酒々井町墨にある、後期旧石器時代から近世にかけての複合遺跡。このうちの旧石器時代のキャンプ遺構である環状ブロック群（墨古沢南Ⅰ遺跡とも）は、日本列島最大級のものとして2019年（令和元年）10月16日に国の史跡に指定されている。

## 概要
高崎川右岸の標高35メートルの台地平坦面に立地する。1999年（平成11年）から翌2000年（平成12年）にかけて、東関東自動車道酒々井パーキングエリア上り線の拡張工事に伴って発掘調査された。2016年（平成28年）から2017年（平成29年）にも、県道77号線改良工事に伴い発掘調査が行われた。これらの結果、調査範囲から近世の溝状遺構や、縄文時代中期後半の60棟近い竪穴建物からなる環状集落、後期旧石器時代にあたる約3万4千年前の環状ブロック群の西側半分が検出された。
2015年（平成27年）～2017年（平成29年）度には、前回調査で検出された旧石器時代の環状ブロック群検出地点の東隣で、トレンチ調査方式による確認調査が行われ、環状ブロック群の東側半分が検出された。
なお、周知の埋蔵文化財包蔵地としての「墨古沢遺跡」は、調査当時は東関東自動車道の道路北西の酒々井パーキングエリア下り線側範囲のみを指し、環状ブロック群や、縄文環状集落が検出された、南東の上り線駐車場側は「墨古沢南Ⅰ遺跡（すみふるさわみなみいちいせき）」と呼ばれていた。現在は、上記両遺跡とその周辺を含めた広い範囲が「墨古沢遺跡」の名で包括されている。

## 国の史跡
後期旧石器時代の環状ブロック群は、約60箇所の石器集中（ブロック）からなり、およそ南北70メートル×東西60メートルの環状を呈する。現在発見されている中では日本最大級の規模であることが判明した。
各ブロックから検出された石器は、台形様石器・ナイフ形石器・削器・彫刻刀形石器・楔形石器・石錐・局部磨製石斧調整剥片・敲石・石核・剥片などで、槍先など狩猟に用いる石器のほか、毛皮などを加工するために使われる石器（工具）を製作する作業が行われた推定されている。
使用石材は、群馬県域のガラス質黒色安山岩が70パーセント以上を占めるが、ほかにも茨城県産の玉髄（メノウ含む）や、栃木県（高原山）・長野県・神津島産の黒曜石、東北地方産と思われる硬質頁岩などが含まれており、石材を求めて北関東地方などの集団と広範囲での交流が行われていたことが判明した。
環状ブロック群の西側（および縄文環状集落遺構含む）は、酒々井パーキングエリア駐車場となり、発掘調査の際に遺物はすべて取り上げられたが、ブロック群の東側半分（遺構の約6割）は遺跡規模と範囲の確認調査であったため、一部を除き遺物の取り上げを行わず現地に埋め戻し保存された。ブロック群東側は、2019年（令和元年）10月16日に「墨古沢遺跡」の名称で国の史跡に指定された。2022年（令和4年）時点で環状ブロック群としては唯一の国の史跡である。出土遺物は遺跡近くの「酒々井コミュニティプラザ」に展示されている。